# Simón Bolívar (Paraguay)
Simón Bolívar es un distrito paraguayo del Departamento de Caaguazú, ubicado a 182 km de Asunción. La colonia anteriormente llevaba el nombre de "Appleyard" hasta que, en 1958, en homenaje al libertador venezolano, se la llamó Simón Bolívar.

## Historia
El 4 de enero de 1991, Simón Bolívar fue reconocido como distrito, una vez independizado del distrito de Cecilio Báez.

## Geografía
Situado en el extremo oeste del departamento de Caaguazú, sus 300 km² de extensión están cubiertos por grandes llanuras, utilizadas por los pobladores de la zona para la producción agrícola ganadera. Limita al norte con departamento de San Pedro y Santa Rosa del Mbutuy; al sur con Carayaó; al este con Cecilio Báez y el San Joaquín; y al oeste con los departamentos de San Pedro y Cordillera.

## Hidrografía
Las tierras del distrito están bañadas por afluentes de los arroyos Paso, Porá y Mbutuy, que le sirve de límite con el distrito de Santa Rosa del Mbutuy.

## Clima
Como todo el departamento de Caaguazú, en este distrito predomina el clima subtropical, y caen abundantes lluvias. Su temperatura máxima asciende a 31 °C en verano, y baja hasta cerca de O °C en invierno. Debido a su clima se caracteriza como una de las mejores zonas para la agricultura.

## Economía
La economía de este distrito se basa en la producción agrícola y forestal, especialmente en el cultivo de caña dulce, mandioca, algodón, soja, yerba mate, trigo, naranja dulce y hortalizas varias.

## Infraestructura
Posee dentro del casco urbano calles pavimentadas, empedradas, enripiadas y terraplenadas que facilitan el desplazamiento de las personas y vehículos. El transporte público cuenta con todas las comodidades modernas, tienen recorridos urbanos, interurbanos y nacionales y viajes en forma periódica hasta la capital del país.

## Turismo
El distrito posee lugares habilitados para el Turismo Rural. Partiendo de Asunción por la Ruta PY02, se llega a la ciudad de Coronel Oviedo; luego al norte por la Ruta PY08 se pasa por la ciudad de Carayaó, y se llega a la ciudad de Simón Bolívar. La fiesta patronal se celebra el 2 de agosto, día de la Virgen María de los Ángeles.